# Risiocnemis rubricercus
Risiocnemis rubricercus är en trollsländeart som beskrevs av Gassmann och Hämäläinen 2002. Risiocnemis rubricercus ingår i släktet Risiocnemis och familjen flodflicksländor. Inga underarter finns listade i Catalogue of Life.